# Wspólnota administracyjna Uehlfeld
Wspólnota administracyjna Uehlfeld – wspólnota administracyjna (niem. Verwaltungsgemeinschaft) w Niemczech, w kraju związkowym Bawaria, w rejencji Środkowa Frankonia, w regionie Westmittelfranken, w powiecie Neustadt an der Aisch-Bad Windsheim. Siedziba wspólnoty znajduje się w miejscowości Uehlfeld, a jej przewodniczącym jest Walter Neudecker.
We wspólnocie zrzeszone są dwie gminy targowe (Markt) oraz jedna gmina wiejska (Gemeinde): 
- Dachsbach, gmina targowa, 1 714 mieszkańców, 20,58 km²
- Gerhardshofen, 2 497 mieszkańców, 27,20 km²
- Uehlfeld, gmina targowa, 2 861 mieszkańców, 31,23 km²